# Monte Seymour
El monte Seymour es una montaña situada en el parque provincial del Monte Seymour en el Distrito de North Vancouver, Columbia Británica. Es una parte de las montañas de North Shore, pasando al norte de la costa del Burrard Inlet y del Brazo India, a la cumbre de 1449 m s. n. m. por encima del río Indio y de los suburbios de Deep Cove. 
El monte Seymour es el más comúnmente identificado por su zona de esquí del mismo nombre. Es nombrado en honor de Frederick Seymour, segundo gobernador de la Colonia de la Columbia Británica.